# Теляшево (Мечетлинский район)
Теля́шево (баш. Теләш) — деревня в Мечетлинском районе Республики Башкортостан Российской Федерации. Административный центр Ростовского сельсовета.

## География

### Географическое положение
Расстояние до:
- районного центра (Большеустьикинское): 30 км,
- ближайшей ж/д станции (Красноуфимск): 132 км.

## Население
| 1939 | 1959 | 1970 | 1979 | 1989 | 2002 | 2009 |
| ---- | ---- | ---- | ---- | ---- | ---- | ---- |
| 488  | ↗534 | ↗698 | ↘660 | ↘581 | ↘538 | ↗542 |
| 2010 |      |      |      |      |      |      |
| ↘479 |      |      |      |      |      |      |

Национальный состав
Согласно переписи 2002 года, преобладающая национальность — башкиры (88 %).